# Eria clavicaulis
Eria clavicaulis är en orkidéart som beskrevs av Nathaniel Wallich och John Lindley. Eria clavicaulis ingår i släktet Eria och familjen orkidéer. Inga underarter finns listade i Catalogue of Life.